# Indkomst
Indkomst er et centralt økonomisk begreb, der imidlertid unddrager sig en entydig definition. Et bud på en definition er at indkomst er de muligheder for forbrug og opsparing som en enhed erhverver sig i løbet af en given tidsperiode. Såvel privatpersoner som juridiske personer (virksomheder mv.) kan erhverve sig indkomst. I økonomiske statistikker beregnes også staters og andre regioners indkomster, således bruttonationalindkomsten.